# Остров Скотт-Келти
Остров Скотт-Келти — остров архипелага Земля Франца-Иосифа. Наивысшая точка острова — 64 метра. Административно относится к Приморскому району Архангельской области России.

## Расположение
Остров Скотт-Келти расположен в центральной части архипелага, в 2,5 километрах к западу от мыса Седова на острове Гукера. Острова разделяет между собой пролив Меллениуса

## Описание
Остров имеет вытянутую форму длиной 7,5 километра и шириной до 4 километров в центральной части. Высочайшая точка острова всего 64 метра. Высоты самого острова не превышают 30 метров и лишь скала на его восточном окончании возвышается над остальным островом на высоту 64 метра. Остров не имеет ледников, ближе к побережью — невысокие снежники. На востоке острова и по юго-восточному побережью расположены невысокие скалы, в западной части — обширные песчаники и галечники, вдоль северного и юго-западного побережья разбросаны каменистые россыпи. С центральной части острова к западному побережью стекают два ручья. Один из ручьев достигает в длину более 6 км и имеет истоки на противоположной стороне острова, его бассейну принадлежат четыре небольших озера в центральной части острова. В западной части лежат два небольших озера, на востоке расположен самый крупный внутренний водоём острова, размеры которого составляют примерно 300×600 м.

### Близлежащие малые острова
- Остров Мёртвого Тюленя — крошечный остров у северного берега острова Скотт-Келти.
- Остров Итон — небольшой, всего 3 километра в длину, остров в 12 километрах к западу от острова Гукера. На ряде карт отмечен, как остров Итол. Самая высокая точка острова — 42 метра. Назван в честь британского учёного Альфреда Эдвина Итона, изучавшего животный и растительный мир Арктики.

## История
Остров Скотт-Келти был открыт в 1879 году исследовательским кораблём «Виллим Баренц» одновременно с островом Гукера, командовал судном полярный исследователь Де Брюйне. Открытие было сделано после нескольких сезонов подряд гидрологических работ в районе Баренцева моря. Остров был назван в честь шотландского географа — сэра Джона Скотта Келти (англ. John Scott Keltie).